# Guillaume Le Bigot
Pour les articles homonymes, voir Le Bigot.
Guillaume Le Bigot (né à Lorient le 24 février 1909 et décédé à Paris 16e le 3 avril 1987,) est un haut fonctionnaire et industriel français, contrôleur général de la Marine, délégué ministériel pour la Marine de 1958 à 1961, maire de Puget-sur-Argens, président des Messageries maritimes (MM) de 1961 à 1966 et administrateur de l’Union de transports aériens (UTA).
Il est le fils de l’amiral Jules Le Bigot (1883-1965).

## Biographie

### Enfance et éducation
Né dans un milieu familial militaire, Guillaume Le Bigot a vécu ses premières années pendant la Première Guerre mondiale, principalement chez ses grands-parents, d'abord maternels, les Avenel à Elbeuf, puis paternels à Saint-Brieuc, afin d'échapper à l'invasion allemande. La tragédie frappa en 1918, avec le décès de sa mère et de sa sœur, victimes d'une intoxication au gaz d’éclairage.
Il fit ses études secondaires au prestigieux lycée Condorcet à Paris, côtoyant des personnalités telles que Guy de Rothschild et l'écrivain Robert Merle. Par la suite, il rejoint son père, Jules Le Bigot, commandant du navire Léopard, à Lorient, pour achever ses études secondaires et décrocher son baccalauréat. Poursuivant son parcours académique, il intègre HEC et la faculté de droit, avant de réussir brillamment le concours du commissariat de la Marine à 20 ans. Diplômé troisième de sa promotion, il embarque sur l'aviso Dumont Durville.

### Début de carrière militaire
Son parcours l'a mené à de nombreux voyages à l'étranger, avec des escales à Port Said, Djibouti, Karachi, Colombo, Singapour, Shanghai, Hong-Kong, Kobé et Saigon. Pendant son séjour à Saigon, il a dû gérer une panne majeure nécessitant des réparations prolongées. En 1932-34, il joua un rôle clé dans la surveillance des concessions françaises en Asie. 
En 1935, il fut nommé commissaire de bord sur le croiseur Duquesne et participa à la guerre d'Espagne en 1936, aidant à l'évacuation de réfugiés de Barcelone. Une opération qui dura plusieurs mois au lieu des trois jours initialement prévus.
Après un retour en France, Guillaume Le Bigot se marie avec Pauline Coutret qu’il rencontra dans un bal de la Marine à Nice. Il fut ensuite assigné, après plusieurs années en mer, à une corvée de deux ans en tant que commissaire à terre de l'Océan, un vieux cuirassé amarré à Toulon. À l'issue de cette période, une seconde corvée lui fut ordonnée au service de l'habillement à Toulon. Aspirant à changer de corps, il sollicita une année supplémentaire sur l'Océan afin de se préparer pour le concours de l'inspection des colonies. Sa demande fut acceptée, et il réussit le concours, se classant troisième. À 30 ans, il devint le plus jeune contrôleur de l'époque.
Les options de destination pour les contrôleurs étaient limitées : Toulon, Bizerte et Cherbourg. Le premier choix étant pris par le premier du concours et le deuxième par le suivant, il se vit attribuer Cherbourg par défaut. Il tenta de contester cette affectation, soulignant l'inconvenance de contrôler son propre père, Jules Le Bigot, alors préfet maritime de Cherbourg, mais ses objections furent rejetées. En février 1940, en pleine Seconde Guerre mondiale, il rejoignit Cherbourg.

### Seconde Guerre Mondiale
L'avancée allemande, marquée par la prise de la ville par le Général Rommel le 19 juin 1940, mit fin prématurément à ses fonctions à Cherbourg. Face à l'urgence, il reçut l'ordre d'évacuer la ville à tout prix. Il embarqua alors sur le torpilleur anglais Le Sabre, attaqué par des bombardiers à la sortie de Cherbourg. Guillaume Le Bigot fut chargé de diriger un groupe de commissaires pour organiser et ravitailler les marins français. Finalement, il retourna auprès de sa famille en décembre 1940 et fut affecté à Toulon pour les deux années suivantes.
Après le sabordage de la flotte française en novembre 1942, il déménagea sa famille loin de Toulon pour des raisons de sécurité, acquérant le domaine de Vaucouleurs à Puget-sur-Argens l’année suivante.
Entre le 14 et le 15 août 1944, lors du débarquement en Provence, des parachutistes alliés atterrirent dans les vignes du domaine. Le débarquement s'est déroulé tôt le matin, et la résistance allemande dans la région fut modérée, avec un retrait rapide des forces allemandes vers l'intérieur de la Provence sans affrontements majeurs.
Guillaume Le Bigot, l'un des rares militaires de la région maîtrisant l'anglais, prit rapidement le rôle de guide pour les troupes américaines dissimulées dans les vignes. Il les conduisit jusqu'au village de Puget-Sur-Argens. Pendant plusieurs semaines, il joua un rôle clé de leader au sein de la résistance locale, contribuant à la capture d'environ trente soldats ennemis. Les officiers ennemis, cependant, réussirent à s'échapper en traversant la frontière italienne.
Un mois après le débarquement, Guillaume Le Bigot fut nommé contrôleur de la marine à Marseille. Dans cette nouvelle fonction, il fut chargé de la réorganisation du port, gravement endommagé par les sabotages allemands. Sa mission principale consistait à remettre en état les infrastructures portuaires et à récupérer les bateaux coulés.

### Post-guerre et Guerre Froide

#### Carrière à Paris et au SHAPE (1947-1958)
En 1947, Guillaume Le Bigot fut nommé à Paris en tant que Directeur financier de la Défense Nationale, puis au Ministère des Armées, où il servit pendant trois ans. Il fut ensuite appelé par le ministre des Armées, Jules Moch, pour agir en tant que conseiller financier du cabinet.
Après un désaccord avec le ministre concernant le traitement des auteurs de l'affaire des condamnés d'Ascq, il démissionna de son poste. Il fut par la suite nommé chef de la mission de liaison avec les forces américaines en France. Lors de cette mission, il rencontra le Général Eisenhower, qui l'intégra au Supreme Headquarters Allied Powers Europe (SHAPE).
Celui-ci lui confia la mission de créer un village pour le personnel de l'état-major du SHAPE et leurs familles. Guillaume Le Bigot choisit le domaine d'Hennemont, en vente par un Maharadja d'Indore en difficultés financières, pour établir la nouvelle base du SHAPE. Financée par le Plan Marshall pour un total de 5 milliards d'anciens francs, la construction du village fut achevée en 100 jours, ouvrant ses portes en octobre 1951. Le village comprenait des maisons, des commerces, et une école, qui devint plus tard le Lycée International de Saint Germain en Laye.
Dans le cadre de ses fonctions au SHAPE, il visita plusieurs états-majors subordonnés en Europe, dont ceux à Oslo, Copenhague, Naples, Vérone, et Izmir.

#### Rôle au Ministère de la Marine (1958-1961)
En 1958, Alan Poher, récemment nommé secrétaire d'État à la Marine, lui proposa de devenir son directeur de cabinet. Toutefois, ne souhaitant pas abandonner son poste au SHAPE pour une position considérée comme instable, Guillaume Le Bigot décida de cumuler les deux fonctions. Il travailla pour le SHAPE pendant la journée et, en soirée et la nuit, pour le ministère, se concentrant notamment sur la construction d'un sous-marin nucléaire français, un projet clé de la Guerre Froide.
Lorsque Pierre Guillaumat fut nommé Ministre de la Défense en 1958, il désigna Guillaume Le Bigot comme délégué ministériel à la Marine, un poste qu'il occupa pendant trois ans. Durant cette période, il eut l'occasion de côtoyer le Président du Conseil, le Général Charles de Gaulle.

#### Présidence des Messageries Maritimes (1961-1966)
À la suite de la suppression des postes de délégués ministériels au commissariat de la Marine, de l'Air et de l'Intendance militaire en avril 1961, Pierre Messmer, ministre des Armées, nomma Guillaume Le Bigot à la tête des Messageries maritimes, la deuxième plus grande compagnie d'État française. Il y resta cinq ans, de mai 1961 à août 1966, gérant plus de 60 paquebots opérant dans le monde entier, à l'exception de l'Amérique du Nord et de l'Afrique du Nord.

### Vie civile et engagement politique
En plus de sa carrière militaire, Guillaume Le Bigot fut maire de Puget-sur-Argens (Var) de 1959 à 1977, contribuant significativement au développement de la ville. Il fut président du comité français du Lloyd's Register of Shipping, de l'Académie de Marine, et fondateur du Lycée International de Saint Germain en Laye. Il a également joué un rôle actif dans l'Association pour le Développement des Œuvres Sociales de la Marine et la préservation du domaine de Vaucouleurs.

### Décès
Guillaume Le Bigot est décédé dans son sommeil le 3 avril 1987. La Marine lui a rendu hommage par des obsèques nationales aux Invalides, en reconnaissance de son service dévoué, à l’instar de son père.